# Bilabijalni vibrant
Bilabijalni vibrant glas je koji se pojavljuje u nekim ljudskim jezicima, a u međunarodnoj fonetskoj abecedi označuje se simbolom [ʙ].
Vrlo je rijedak, pojavljuje se u oko 70 jezika. Obično se pojavljuje u tri inačice: zvučnoj (ʙ), prednazaliziranoj (ᵐʙ) i bezvučnoj (ʙ̥). Često se pojavljuje tek kao alofon bilabijalnih glasova i skupova pred stražnjim vokalima.
Po nekima, čisti bilabijalni vibrant kao fonem ne postoji ni u jednome jeziku jer se pred njim uvijek nalazi neki oblik zatvora, najčešće bilabijalni ploziv u [ʙ] ili bilabijalni nazal u [ᵐʙ].
Što se tiče pojavnosti, neprednazalizirani bilabijalni vibrant pojavljuje se kao alofon glasa /b/ pred /o/ u Pirahã jeziku. Kao fonemi u medumba jeziku nalaze se i prednazalizirani i neprednazalizirani, a oba se opisuju sa zatvorom pred vibrantom. Jezici poput titana i unue imaju prednazalizirani vibrant.
Bezvučni vibrant pojavljuje se u jezicima poput Arára do Pará, a postojao je i kao alofon u izumrlome ubihskome jeziku.
Mnogi jezici ovaj glas imaju samo u kombinaciji: sjeverni niaski jezik ima foneme /mbʙ/ i /nɖr/, a južni /bʙ/ and /ɖr/.
Karakteristike su:
- po načinu tvorbe jest vibrant
- po mjestu tvorbe jest bilabijalni suglasnik
- po zvučnosti jest zvučan.